# سلطان سيف سالم
حمد جلال (مواليد 7 مايو 1995) لاعب كرة قدم إماراتي يجيد اللعب في الدفاع.
لعب سابقاً في نادي اتحاد كلباء ونادي دبي ونادي الشعب ونادي دبا الحصن ونادي الحمرية.